# Senta Sommerfeld
Senta Sommerfeld (verheiratete Maschmann) (* 4. August 1921 in Leipzig; † 13. Oktober 2018 in Hamburg) war eine deutsche Theater- und Filmschauspielerin. Sie spielte in zahlreichen deutschen Fernsehspielen und -serien mit.

## Leben und Wirken

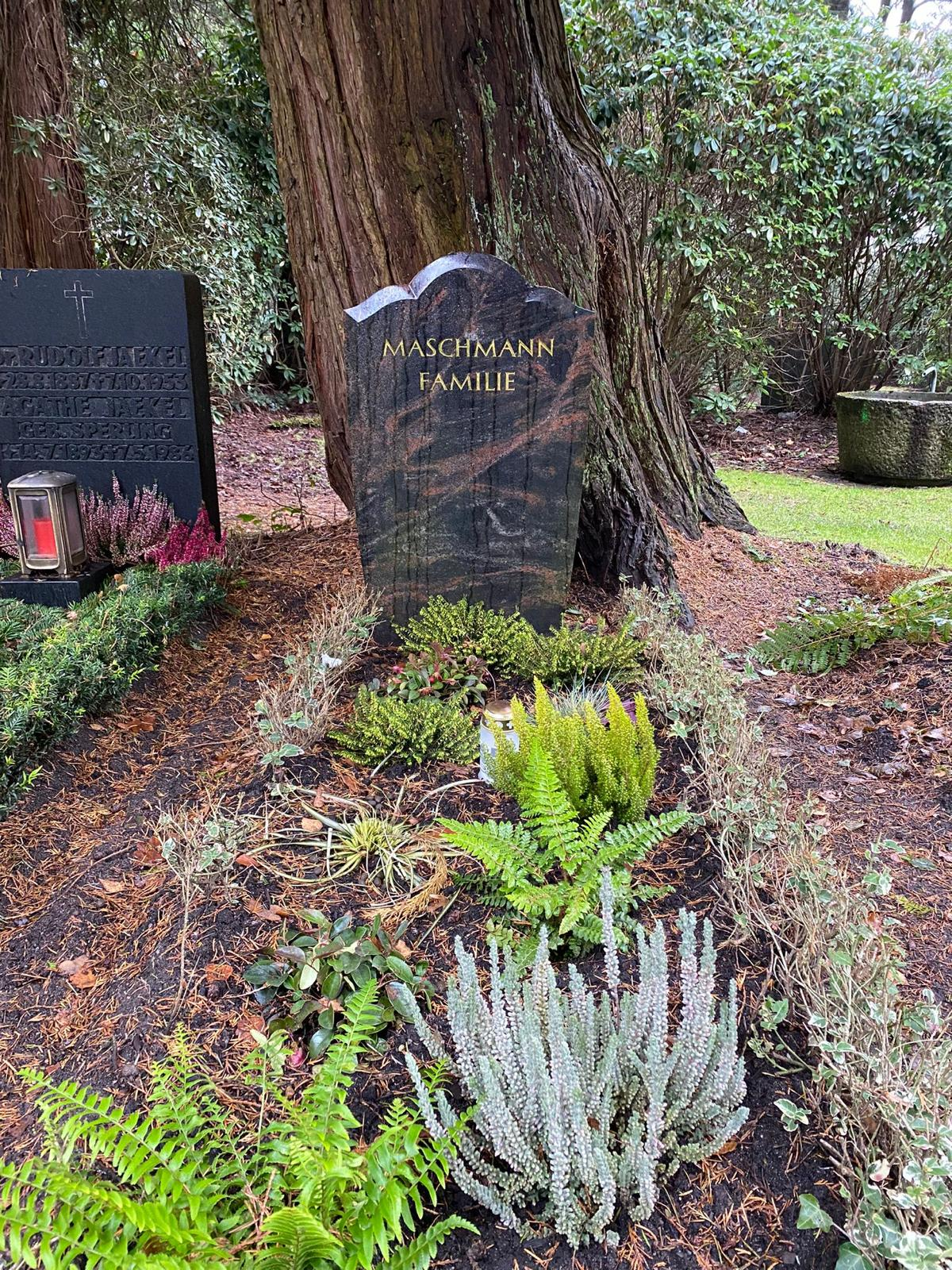
Grabstätte auf dem Friedhof Ohlsdorf

Die gebürtige Leipzigerin war 1940 am Neuen Operettentheater in ihrer Heimatstadt Leipzig und um 1942 unter anderem als Solotänzerin an den Städtischen Bühnen im deutsch besetzten Łódź engagiert.
In den 1960er und 1970er Jahren gehörte Sommerfeld zum Ensemble der Karl-May-Spiele Bad Segeberg. Bei diesen wirkte sie in mehreren Adaptionen von Romanen Karl Mays mit. Einige der Inszenierungen, an denen Sommerfeld mitwirkte, wurden auch vom Norddeutschen Rundfunk ausgestrahlt, so Old Surehand (1965) und 1976 die ersten beiden Teile der Winnetou-Trilogie. Ab 1969 war sie in Heinz Erhardts Theaterstück Das hat man nun davon zu sehen, das 1971 als Fernsehspiel aufgezeichnet und im ZDF ausgestrahlt wurde. In den 1980er Jahren lebte sie in Hamburg und gehörte zum Ensemble des Ernst-Deutsch-Theaters. Mit diesem stand sie 1984 in Die Heirat von Nikolai Gogol auf der Bühne und war 1986 mit Gerhart Hauptmanns Stück Fuhrmann Henschel auf Deutschland-Tournee. Seit den 1990er Jahren war Sommerfeld vor allem in Gastauftritten in einzelnen Folgen beliebter Fernsehserien zu sehen.
Senta Sommerfeld war mit ihrem Berufskollegen Edgar Maschmann (1920–1999) verheiratet. Sie verstarb im Alter von 97 Jahren in Hamburg und wurde auf dem dortigen Friedhof Ohlsdorf neben ihrem Mann beigesetzt. Die Grabstätte liegt im Planquadrat Q 8 oberhalb des Hamburgischen Gedächtnisfriedhofs. 

## Theater (Auswahl)
- 1965: Old Surehand
- 1970: Das hat man nun davon
- 1976: Winnetou I
- 1976: Winnetou II
- 1979: Old Firehand
- 1984: Die Heirat
- 1986: Fuhrmann Henschel

## Filmografie
- 1965: Das Feuerzeichen (Fernsehfilm)
- 1966: Cliff Dexter (Fernsehserie, eine Folge)
- 1967: Bürgerkrieg in Rußland (Fernseh-Miniserie)
- 1974: Hamburg Transit (Fernsehserie, eine Folge)
- 1974: Das Zeichen der Vier (Fernsehfilm)[11]
- 1978: Geschichten aus der Zukunft (Fernsehserie, eine Folge)
- 1980: Desperado City
- 1982: Tatort: Kindergeld (Fernsehfilm)
- 1990: Der Landarzt (Fernsehserie, eine Folge)
- 1994: Wolffs Revier (Fernsehserie, eine Folge)
- 1995: Alles außer Mord (Fernsehserie, eine Folge)
- 1999: Hotel Elfie (Fernsehserie, eine Folge)
- 2001: Die Pfefferkörner (Fernsehserie, eine Folge)
- 1998, 2002: Großstadtrevier (Fernsehserie, zwei Folgen)
- 2005: Tatort: Scheherazade (Fernsehfilm)
- 2007: Das Geheimnis meiner Schwester (Fernsehfilm)
- 2007: Theo, Agnes, Bibi und die anderen (Fernsehfilm)
- 2009: Der Dicke (Fernsehserie, eine Folge)
- 2010: Haltet die Welt an (Fernsehfilm)